# Суков
Суков (слч. Sukov) насељено је мјесто са административним статусом сеоске општине (слч. obec) у округу Медзилаборце, у Прешовском крају, Словачка Република.

## Становништво
| Година:    | 1994. | 2004.   | 2014.   | 2024.    |
| ---------- | ----- | ------- | ------- | -------- |
| Број људи: | 138   | 137     | 127     | 149      |
| Разлика:   |       | -0,72 % | -7,29 % | +17,32 % |

| Година:    | 2023. | 2024.   |
| ---------- | ----- | ------- |
| Број људи: | 148   | 149     |
| Разлика:   |       | +0,67 % |

Према подацима о броју становника из 2024. године насеље је имало 149 становника.